# حمام أبيض الجناح
حمام أبيض الجناح (الاسم العلمي: Zenaida asiatica) هو نوع من فصيلة حماميات.